# Olympic Club Châteaudun
Maillots
Dernière mise à jour : 23 mars 2023.
L'Olympic Club de Châteaudun est un club de football français basé à Châteaudun (Eure-et-Loir) et fondé en 1959.

## Historique

### AS Saint-Jean (1892-1959)
En 1892, l'« Amicale des anciens élèves de l'école de la rue Saint-Jean », à Châteaudun, est fondée. L'AAEE Saint-Jean est généralement abrégée dans les documents d'époque en « ASJ Châteaudun », pour « Amicale Saint-Jean » de Châteaudun.
Lors de la saison 1934-1935, le championnat de la Ligue du Centre se termine par une égalité en tête du classement entre l'ASJ Châteaudun et le CASG d'Orléans. Un premier match de barrage entre les deux clubs ne les départage pas. L'ASJC est choisie, grâce à son meilleur goal-average, pour représenter la Ligue lors de la première édition du championnat de France amateur, appelé Challenge Jules-Rimet. Une nouvelle finale régionale, le 28 avril 1935, entre les deux clubs donne l'avantage au CASG par trois buts à deux. Lors du CFA, les Dunois concèdent deux défaites, dont la seconde concédée à Orléans contre l'US quevillaise à cause de terrain impraticable. Le troisième match est reporté à cause de la finale rejouée contre Orléans, puis annulé. Le résultat n'ayant aucune incidence sur les qualifiés des demi-finales. Châteaudun finit dernier de sa poule. Champion du Centre en 1935-1936, Châteaudun continu de représenter la région lors du Championnat de France amateur 1936 et termine troisième sur quatre de son groupe.
Dominant toujours la région Centre en 1936-1937, l'ASJ est le club le plus expérimenté du CFA 1937, avec une troisième participation. Les champions des Ligues de Normandie, de l'Ouest, du Centre, et du Centre-Ouest se rencontrent dans la poule B, la plus disputée. Chaque équipe joue une fois à domicile, une fois à l'extérieur et une fois sur terrain neutre lors de la dernière journée, pour garantir l'équité. Avant la dernière journée, les quatre clubs comptent une victoire dans son stade et une défaite à l'extérieur. Favori, Quevilly se fait surprendre par Morlaix tandis que Châteaudun écrase Angoulême à Châtellerault. Le Stade morlaisien et l'ASJ sont ex-æquo en tête du classement et les deux clubs jouent un match de barrage sur terrain neutre pour se départager. La rencontre a lieu le 6 mai, à Rennes. Le champion du Centre se présente avec une équipe affaiblie par la perte de son meneur de jeu blessé. L'équipe bretonne, bien supérieure et plus mordante, prend alors sa revanche sur son vainqueur du premier match par un score sans appel (4-0), et participe aux demi-finales.
À nouveau en 1937-1938, Châteaudun remporte sa compétition régionale et se qualifie pour le Championnat de France amateur 1938. L'ASJ est placée dans la poule Ouest avec les champions des Ligues de l'Ouest, du Centre‑Ouest et du Sud‑Ouest. L'équipe dunoise ne peut rien contre le Stade quimpérois et termine second.
En 1938-1939, Châteaudun s'impose comme le champion incontesté d’avant-guerre de la région Centre, remportant le championnat de DH les quatre saisons avant le conflit, de 1936 à 1939, et devient le seul club français à participer aux cinq éditions du Championnat de France amateur avant la Seconde Guerre mondiale. Lors du CFA 1939, l'Amicale Saint-Jean est placée dans le groupe A avec les champions des Ligues du Nord et de Normandie. Chaque équipe reçoit et se déplace une fois. L'ASJ s'incline deux fois et termine dernière.
À la suite de la Seconde Guerre mondiale, l’ASJ Châteaudun n’est pas retenu pour le championnat de Division d’Honneur 1945-1946 de la Ligue du Centre. Placé dans la poule B de Promotion d’Honneur, l’équipe termine première avec 33 points, devançant l’US Château-Renault et le SC Chartres. Mais terminer premier ne suffit pas pour être promu. Une poule finale regroupant les deux meilleurs de chaque groupe est disputée, et seuls les deux premiers de cette compétition montent en Division d’Honneur. En poule finale, malgré l’arrêt du match contre le VS Chartres à la 65e sur le score de 1-3 (victoire attribué à Châteaudun), le club dunois remporte invaincu la poule finale (11 points), devançant l’USCR (7 pts), le VSC (4 pts) et le SO Romorantin (0 pt). Châteaudun et Château-Renault montent en DH.
L'ASJ remporte un nouveau titre de Champion de la Ligue du Centre en 1951, son premier d'après-guerre. Lors de la saison 1955-1956, l'ASJ Châteaudun est le meilleur club d'Eure-et-Loir en terminant au pied du podium de Division d'Honneur Centre. L'Algérien Saïd Ben Arab, qui dispute la finale de la Coupe de France 1942-1943 avec Bordeaux, entraîne l'ASJ Châteaudun lors de la saison 1956-1957.
En 1959, une fusion a lieu entre l'Entente sportive de Châteaudun et l'ASJ, pour former l'Olympic Club de Châteaudun. Second club de la ville, l'ES Châteaudun remporte le championnat de première division du District d'Eure-et-Loir en 1952-1953 et 1955-1956.

### OC Châteaudun (depuis 1959)

#### Débuts régionaux
L'OC Châteaudun naît le 25 mai 1959 de la fusion des deux clubs de la ville : l'Entente sportive de Châteaudun et l'Association Saint Jean ; dans le but de redevenir le club élite du sud de l'Eure-et-Loir.
Au terme de la saison 1967-1968, l'équipe entraînée par l'ex-international français Édouard Stako monte en DH Centre.
Après deux saisons au sein de l'élite régionale, l'OCC accède en Division 3.
Stako quitte le club en 1974, deux saisons avant la relégation et le retour en DH.
André Coustillet prend alors la gestion de l'équipe et reste en poste pendant dix-sept années consécutives, prenant le club en PH (5e échelon national).
La section football de l'OCC devient indépendante le 25 juin 1987 après une refonte des statuts. 

#### Club national
L'entraîneur Coustillet mène l'équipe jusqu'en Division 3 en 1989. 
Lors de la réforme des championnats en 1993, le club se retrouve National 2 (D4). Coustillet quitte sa fonction un an après et la relégation en National 3. 
En 1994, Olivier Meurillon, jeune retraité après avoir raccroché du club dunois, signe en tant qu’entraîneur de l'équipe senior. Il mèra l'équipe durant deux saisons, jusqu'à la descente en Division d'Honneur.
En 1996, André Coustillet reprend la gestion de l'équipe qu'il réussit à faire remonter au niveau national en deux saisons. Alors que l'équipe est invaincue depuis cinq mois et 21 matches toutes compétitions confondues, elle reçoit, cinq jours avant Noël 1996, le Stade lavallois (D2) de Pagis et de l'international marocain Mohamed Chaouch en Coupe de France. Dans les rangs de l'OCC, on retrouve notamment le gardien Stéphane Brossamain et les futurs entraîneurs de l'OCC Stéphane Malloyer, Mohamed Achakour et Pierre Servat. Devant plus de 2.000 supporters au stade Provost, l'OCC résiste une demi-heure et réduit le score avant d'être dépassé par les Tangos et un triplé de Jean-François Rivière (1-6).
Le 12 mai 2001, l’OCC est défait 3-0 à Sannois. Ce revers dans le Val-d’Oise enterre les espoirs de maintien en CFA2 du club, qui replonge en régional trois ans après être remonté. Claude Berthier, alors président du district d’Eure-et-Loir, déclare « L’OCC est malheureusement tributaire de l’économie locale. Mais je ne me fais pas de souci, le club va rebondir ». C’est la fin du statut de porte-drapeau du football eurélien du club dunois avec l’Amicale de Lucé et le Vélo Sport chartrain, dans les années 1970 à 1990.

#### Descente plus bas que jamais
Avant le début de la saison 2010-2011, l'OC Châteaudun est en balance avec l'Amicale de Lucé pour être repêché en Division d'Honneur à la suite de la rétrogradation par la DNCG de la réserve du Joué-lès-Tours Football Club Touraine. Après auditions, Lucé, pourtant 6e du dernier championnat, est préféré à Châteaudun, qui accuse un passif de 20 000 euros. 
En 2014-2015, Châteaudun évolue au plus bas échelon régional, en Promotion d'honneur (PH), une première depuis 1977. Pierre Servat, l’entraîneur, commence la saison avec un effectif largement renouvelé, particulièrement jeune. Six cadres quittent l'équipe.
Au terme de l'exercice 2016-2017, l'OCC emmené par son ancien joueur Stéphane Malloyer remonte en DHR (2e division régionale) puis enchaîne avec une seconde montée, en Régional 1 (ex-Division d'honneur, l'élite régional). En avril 2019, à un mois de la fin du championnat de R1, l’OCC est co-leader et en passe de vivre une troisième accession de suite, pour reprendre la place qui était la sienne au début des années 2000 : en cinquième division nationale. Finalement, l’équipe ne parvient pas à garder le podium, synonyme de montée, et termine à la cinquième place.
L'été 2019 voit d'abord l'entraîneur quitter le club puis le président annoncer les difficultés financières du club et la suppression des primes de joueurs entraînant un départ massif de l'effectif, dont tous ceux de l'équipe fanion. L'OCC demande sa rétrogradation de deux divisions à la Ligue Centre-Val de Loire de football et repart en Régional 3 en 2019-2020. Il repart ainsi au plus bas niveau jamais joué dans l'histoire du club avec la période 2014-2017. Puis les deux équipes réserves sont supprimées, le club ne gardant qu'une équipe senior, faute de suffisamment de joueurs,. Avec un groupe très jeune, la saison 2019-2020 en huitième division est compliquée. L'OCC encaisse de lourdes défaites à ne parvient à réaliser qu'un match nul avant l'arrêt du championnat à cause de la pandémie de Covid-19. Avec un seul point et la dernière place, Châteaudun est relégué en Départemental 1 du District d'Eure-et-Loir, niveau jamais atteint dans l'histoire du club.

### Stades

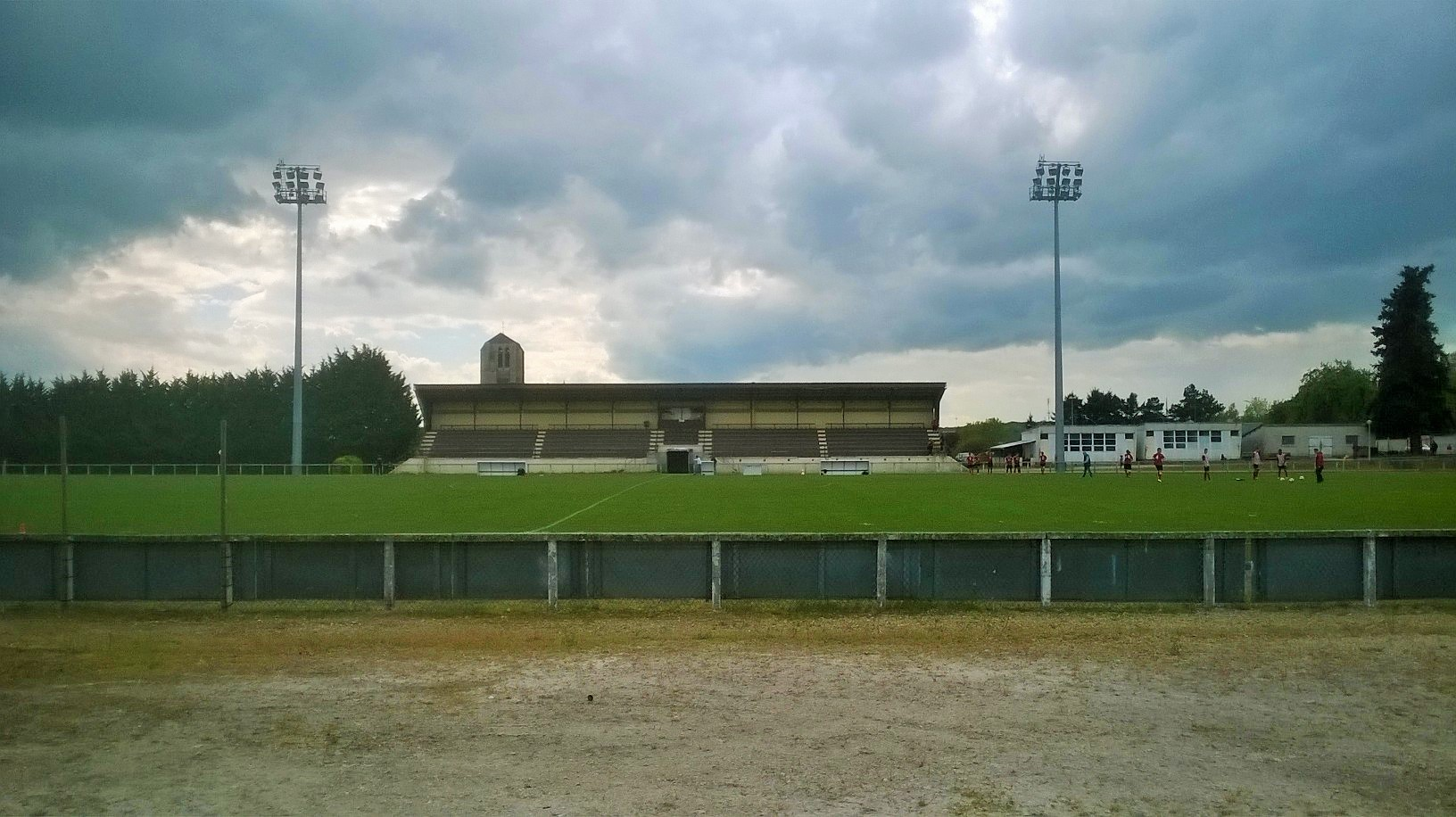
Stade Kléber et Albert Provost

## Structure du club

### Identité et image

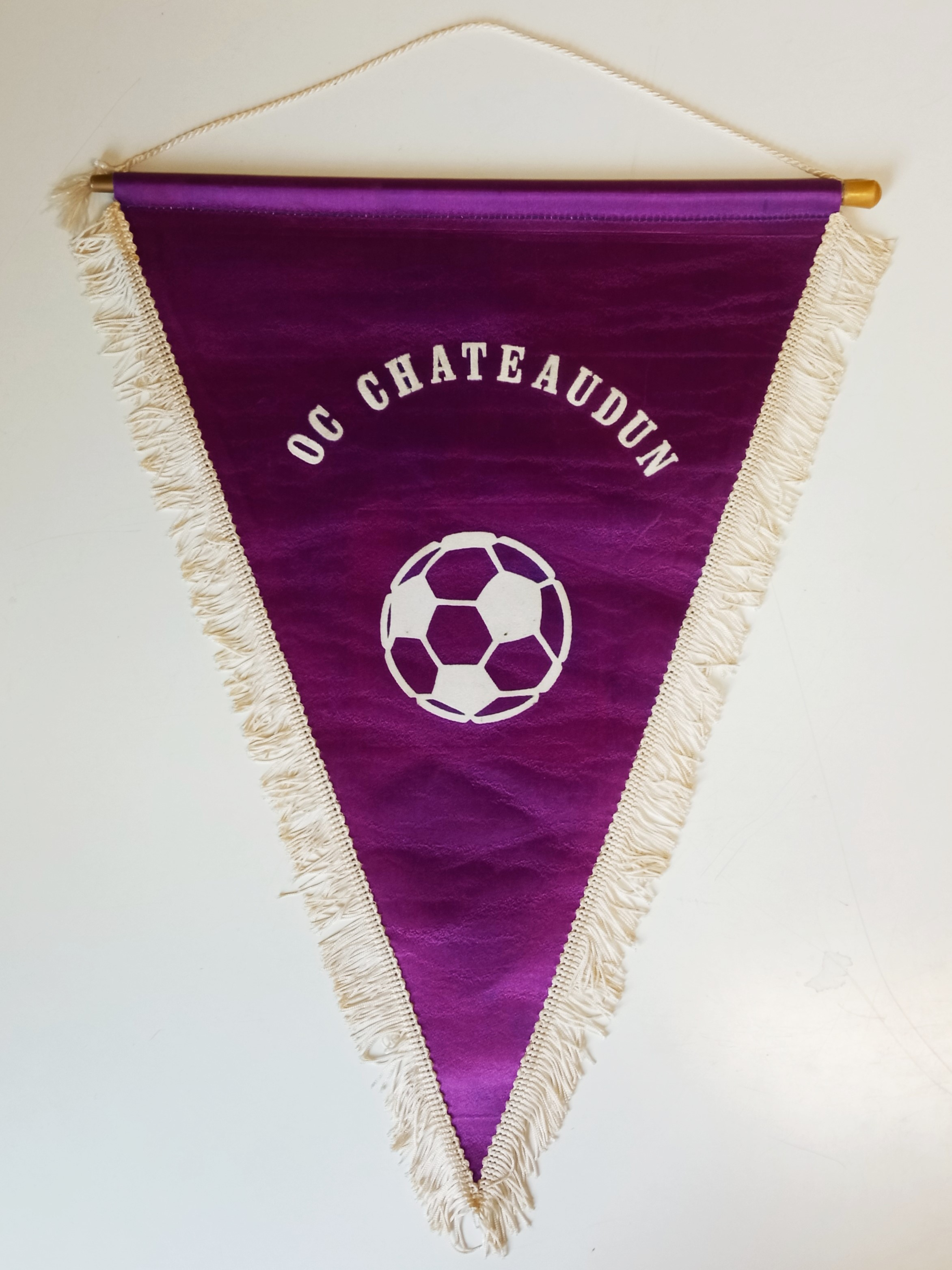
Ancien fanion de l'OCC
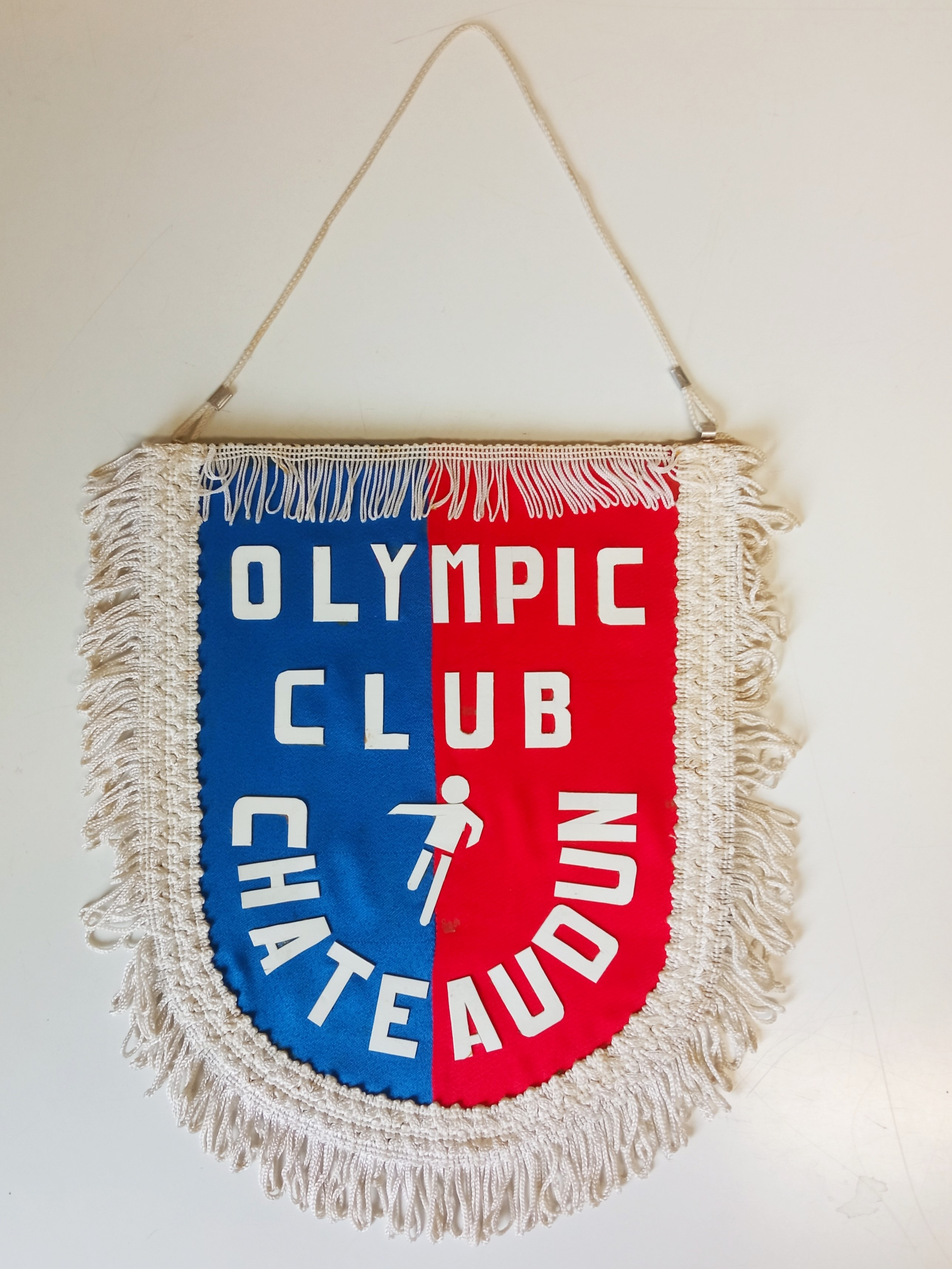
Fanion du club
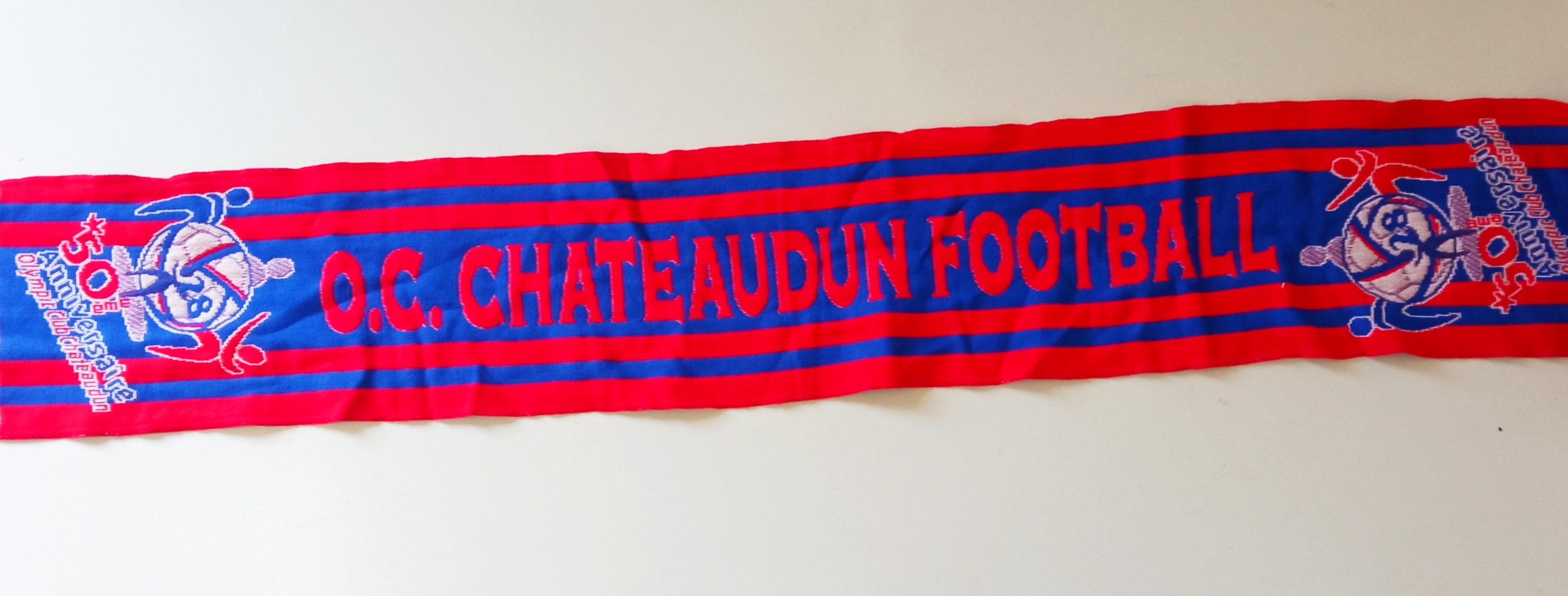
Écharpe pour les 50 ans

### Aspects économiques et financier
Avant le début de la saison 2010-2011, l'OC Châteaudun est en balance avec l'Amicale de Lucé pour être repêché en Division d'Honneur à la suite de la rétrogradation par la DNCG de la réserve du Joué-lès-Tours Football Club Touraine. Après auditions, Lucé, pourtant 6e de son dernier championnat, est préféré à Châteaudun qui accuse un passif de 20 000 euros. 
Au terme de la saison 2018-2019, où l'équipe fanion est proche de monter en National 3, le club termine l'exercice avec de lourds problèmes financiers. Le budget 2018-2019 est équilibré avec des recettes et des dépenses de 228 000 euros. Mais, en fin de saison, le solde de 87 euros sur les comptes laisse songeur sur les facultés du club à subvenir à ses besoins pour 2019-2020. La subvention municipale de 120 000 euros attribuée à l'OCC est déjà la plus importante, toutes associations confondues, de la Ville. De drastiques économiques sont engagées, tant sur le plan des frais de personnel, que des frais de déplacement et des primes de match auxquelles Gilles Provost veut mettre un terme, de même pour les frais immobiliers. Les loyers payés par l'OCC à des licenciés s'élèvent alors à plus de 8 000 euros. Le budget prévisionnel 2019-2020 est construit de telle sorte à ce que le club achève la saison avec un actif de 64 000 euros, les recettes de l'ordre de 193 000 euros étant supérieures aux dépenses estimées à 128 000 euros.

## Palmarès

### Titres et trophées
- Division d'Honneur Centre (9)[13]
  - Champion en 1931, 1936, 1937, 1938, 1939, 1951 (ASJ), 1970, 1986 et 1998
- Coupe du Centre (2)[14]
  - Vainqueur en 1948 et 1952 (ASJ)
- 1re division Eure-et-Loir (5)
  - Champion en 1953, 1956 (ESC), 1962 rés., 1970 rés. et 1979 rés.
- Coupe d'Eure-et-Loir (11)
  - Vainqueur en 1958 (ASJ), 1961, 1965, 1968, 1970, 1974, 1980, 1981, 1985, 1992 et 1998
  - Finaliste en 1957 (ESC), 1966, 1969, 1973, 1991, 2002 et 2008

### Bilan en division nationale
| Championnat              | Saisons | J   | V  | N  | D  | Bp  | Bc  |
| ------------------------ | ------- | --- | -- | -- | -- | --- | --- |
| Championnat de France    | 0       | -   | -  | -  | -  | -   | -   |
| Championnat de France D2 | 0       | -   | -  | -  | -  | -   | -   |
| Championnat de France D3 | 0       | -   | -  | -  | -  | -   | -   |
| Division 3 (1970-1993)   | 6       | 172 | 46 | 46 | 80 | 159 | 250 |
| Championnat de France D4 | 1       | 34  | 4  | 13 | 17 | 27  | 54  |
| Division 4 (1978-1993)   | 3       | 78  | 31 | 24 | 23 | 119 | 88  |
| Championnat de France D5 | 5       | 142 | 37 | 39 | 66 | 170 | 219 |

## Personnalités du club

### Présidents
| Périodes    | Noms                         |
| ----------- | ---------------------------- |
| 19??-19??   | André Blot                   |
| 19??-19??   | Alain Demaison               |
| 19??-19??   | Roland Mauduit               |
| années 1980 | Alain Venot                  |
| ...         | n.c.                         |
|             | Jean Hellec                  |
| 2004-2008   | Philippe Blot                |
| 2008-2010   | Sid-Ahmed Rouidi             |
| 2010-2014   | Philippe Blot                |
| 2014-2019   | Gilles Provost               |
| 2019-2020   | R. Coursimault et M. Kalicki |
| depuis 2020 | Olivier Boncori              |

Dans les années 1980, Alain Venot est président du club. Il devient ensuite maire de la ville pendant de longues années.
Pour la saison 1994-1995, Jean Héllec est le nouveau président de l'OCC. En 2001, lors de la relégation de CFA2, Hellec est toujours le numéro un du club de l’époque.
En octobre 2019, Gilles Provost démissionne du rôle de président. Cela fait suite à un été 2019 mouvementé où l'équipe fanion est proche de monter en National 3 pour finalement faire face à des problèmes financiers, dont Provost se reconnaît responsable, et reparte en Régional 3.
Au terme de la saison 2019-2020, l'OCC voit la démission du coprésident Roland Coursimault et le retour de l’ancien premier adjoint d’Alain Venot et ancien président du club (2008-10), Sid-Ahmed Rouidi, au conseil d'administration. Lors de la première réunion du nouveau comité directeur, Olivier Boncori est élu nouveau président de l'OC Châteaudun, Myriam Kalicki souhaitant occuper d'autres fonctions. Il est auparavant président de l'US pontoise, avec qui l'OCC projette de fusionner à court terme.

### Entraîneurs
| Périodes                | Noms              |
| ----------------------- | ----------------- |
| 1967 - 1975             | Édouard Stako     |
| 1977 à 1994 1996 à 2003 | André Coustillet  |
| 2003 à 2006 2007-2008   | Mohamed Achakour  |
| 2010 à 2013             | Rémy Jullich      |
| 2015-2016 2017 à 2019   | Stéphane Malloyer |

Lors de ses sept premières saisons, le club connaît quatre entraîneurs.
Entre 1967 et 1975, l'équipe est encadrée par l'ex-international français Édouard Stako avec une montée en DH Centre dès 1967-68, puis une autre en Division 3 deux ans plus tard. Stako quitte le club en 1977, deux saisons après la relégation et le retour en première division régionale.
L'ancien pro de Metz André Coustillet arrive à la tête de l'équipe et y reste pendant 25 ans. Prenant le club en PH (5e échelon national), il le mène jusqu'en Division 3 en 1989. Lors de la réforme des championnats en 1993, le club se retrouve National 2 (D4). Coustillet quitte sa fonction un an après et la relégation en National 3. Il revient plus tard au club. En 1994, Olivier Meurillon, jeune retraité après avoir raccrocher le club dunois, signe en tant qu’entraîneur de l'équipe senior. Il mène l'équipe durant deux saisons, jusqu'à la descente en Division d'Honneur. En 1996, André Coustillet reprend la gestion de l'équipe en DH qu'il réussit à faire remonter au niveau national en deux saisons. L'équipe relégué en DH en 2001, il reste deux saisons au club et abandonne l'espoir de remonter en 2003.
Plusieurs jeunes retraités et anciens joueurs de l'OCC au niveau national tentent de redorer le blason : Laurent Borysow, Mohamed Achakour, Pierre Servat et Stéphane Malloyer. Le marocain Mohamed Achakour, venant tout juste de raccrocher les crampons avec les bleus et rouge, s'engage en tant qu’entraîneur de l'équipe senior alors en DH à l'arrêt de Coustillet. En 2006, il laisse sa place à Alain Ouombléon qui vit la descente du club en DHR. Après le départ de ce-dernier, Achakour revient pour la première saison de l'histoire du club à un si bas niveau. Après deux ans sous la direction de Thierry Drouelle, pour la saison 2010-2011, Rémy Jullich est nommé entraîneur de l’OC Châteaudun. Celui qui était capitaine de l’équipe la saison précédente cumule les fonctions de joueur et d’entraîneur. Il est assisté sur le banc par le manager Didier Maulny. À l'intersaison 2013, Pierre Servat, venu épauler à la trêve Rémy Jullich, est nommé entraîneur alors que Didier Maulny quitte son poste de manager général pour reprendre une équipe. En 2014-2015, Châteaudun évolue à l’échelon le plus bas de régionale, en PH (Promotion d'Honneur), une première depuis 1977. En 2017, Stéphane Malloyer revient à la tête de l'équipe fanion dunoise après un premier passage en 2015-2016. Entre-temps, l'OCC est montée en DHR (2e division régionale) sous la houlette de Benoît Devin. Malloyer permet à l'équipe d'enchaîner avec une seconde montée, en Régional 1 (ex-Division d'honneur, l'élite régional). Passé proche d'une troisième accession de suite, Malloyer quitte le club pour désaccord avec la direction.
L'OCC est alors exsangue financièrement est l'équipe fanion passe de postulant à la monté en National 3 à relégué administrativement en Régional 3. Ludowic Bourgault, éducateur d'équipes jeunes depuis plusieurs années, prend en main l'équipe constituée presque exclusivement du groupe U18 de la saison précédente. Subissant de lourds revers tout au long de la saison, l'OCC est relégué au niveau départemental pour la première fois de son histoire.
Pour la saison 2020-2021, en pleine Pandémie de Covid-19, Éric André devient entraîneur. Il revient au club après des passages comme joueur. Le premier en 1988, où il remporte la Coupe d'Eure-et-Loir. Un accident de voiture l'année suivante l'écarte des terrains pendant 19 mois. André intègre ensuite le club de Rambouillet puis revient en Eure-et-Loir, à l'Amicale de Lucé où il effectue quelques apparitions en CFA 2. En 1994, à 33 ans, cet attaquant revient à l'OCC.
| Entraîneurs successifs de l'OCC | Entraîneurs successifs de l'OCC |
| Périodes                        | Noms                            |
| ------------------------------- | ------------------------------- |
| 1959 à 1961                     | Masson                          |
| 1961 à 1963                     | Manoukian                       |
| 1963-1964                       | Davion                          |
| 1965 à 1967                     | Morra                           |
| 1967 à 1975                     | Édouard Stako                   |
| 1975 à 1977                     | André Pierredon                 |
| 1977 à 1994                     | André Coustillet                |
| 1994 à 1996                     | Olivier Meurillon / Pascal Blin |
| 1996 à 2003                     | André Coustillet                |
| 2003 à 2006                     | Mohamed Achakour                |
| 2006-2007                       | Alain Ouombléon                 |
| 2007-2008                       | Mohamed Achakour                |
| 2008 à 2010                     | Thierry Drouelle                |
| 2010 à 2013                     | Rémy Jullich                    |
| 2013 à 2015                     | Pierre Servat                   |
| 2015-2016                       | Stéphane Malloyer               |
| 2016-2017                       | Benoît Devin (EJ)               |
| 2017 à 2019                     | Stéphane Malloyer               |
| 2019-2020                       | Ludowic Bourgault               |
| depuis 2020                     | Éric André                      |

### Joueurs
Dans les années 1960, Alain de Martigny est formé au club et joue trois saisons en jeunes (1963-1966) avant de devenir professionnel au LOSC Lille puis au Stade brestois. Quelques années plus tard, après avoir été formé dans le sud du département, Patrice Neveu débute en seniors à l'OCC de 1971 à 1975.
Le défenseur Pascal Blin débarque à 21 ans à l'OCC en 1983, alors en DH, et participe à la belle épopée du club : 6 saisons en D4 puis 5 en D3 où il finit libéro et capitaine avant de succéder sur le banc à André Coustillet de 1994 à 1997 puis de nouveau laisser la place à l'ancien messin. La doublette défensive David Duguy et Vincent Guiroult assure les dernières années du club en championnat national, repiquant même un peu en DH (1987-2003). Ils passent toutes leur carrière à Châteaudun.
Après avoir joué en D4 puis en D3 à Bourges, le gardien Stéphane Brossamain opère onze saisons au sein de l'équipe première casteldunoise (1990-2002). Lors de la saison 1997-1998, il permet au club de remontée du club en DH, assorti d'un 8e tour de Coupe de France face à la D2 de Laval (1-6). À 36 ans, alors que le club est retombé en DH en 2001, il décide de laisser sa place aux jeunes. Il continue ensuite au sein de l'OCC à s'occuper des jeunes portiers avant d'effectuer une pige d'une saison comme entraîneur-adjoint de l'équipe première en 2003 et même de renfiler les gants à 39 ans la saison suivante.
Stéphane Malloyer fait ses classes, à 14 ans, au FC Sochaux-Montbéliard. Joueur de D3, il est prêté six mois à La Berrichonne de Châteauroux avant d'atterrir une première fois à Châteaudun (D3). Après trois saisons dans le Dunois (1990-1993), l'attaquant retourne à Châtellerault, sa ville natale, mais l'OCC le rappelle en 1995, le club est alors en DH, pour un long passage (1995-2004). Il s'installe en Eure-et-Loir et commence sa carrière de dirigeant à l'OCC en 2004. En 2015, il retrouve l'OCC un an en PH et rate de peu la montée. En 2017, il annonce son retour à l'OCC, promu en DHR.
Ahmed Bouhaja débute à l'âge de 17 ans en équipe première, en D4 en 1987, et vit les cinq saisons en D3. Il quitte l'OCC à 38 ans en 2008. En 2017, il rejoint l'OCC en même temps que son ex-coéquipier Stéphane Malloyer, pour diriger l'équipe réserve en 2e division départementale.
Fils d'un ancien joueur de l'Étoile rouge de Belgrade et des Grasshoppers Zürich, Drasko Vukosavljevic, dit « Vuko » tape ses premiers ballons dans le célèbre club étoilé de l'ancien pays des Balkans. L'attaquant débarque en France en 1991 et son premier club est l'OC Châteaudun, durant deux saisons (1991-1993). Mohamed Achakour est un des piliers de l'OCC entre 1997 et 2003. Après avoir joué en D2 à Bourges et en National à Châtellerault, où il rencontre l'attaquant Stéphane Malloyer, Achakour atterrit dans le Dunois en 1997 et participe activement à la remontée du club en CFA2. Joueur durant six saisons, ce fin milieu de terrain devient ensuite entraîneur du club de 2003 à 2008.